# Sienna Weir
Sienna Weir (Australia, 27 de octubre de 1999-Westmead, 4 de mayo de 2023) fue una modelo, amazona, psicóloga y deportista australiana.

## Biografía
Weir tenía una doble Licenciatura en Literatura inglesa y Psicología por la Universidad de Sídney.
En 2021, Weir fue seleccionada en la última fase en el certamen de belleza Miss Universo Australia. 
Fue finalista para representar a Australia en el certamen de Miss Universo 2022.

## Muerte
Fue a unos pocos kilómetros de Sydney, Australia, donde la modelo sufrió el accidente el 2 de abril de 2023 cuando cayó del caballo al practicar equitación. La joven de 23 años fue inmediatamente trasladada al hospital Westmead donde recibió cuidados médicos y fue puesta en soporte vital. No obstante murió el jueves 4 de mayo de 2023 de acuerdo a la información oficial.